# Liste der Klassischen Philologen an der Universität Greifswald
Die Liste der Klassischen Philologen an der Universität Greifswald zählt namhafte Vertreter der Klassischen Philologie auf, die an dieser Universität gelehrt haben.

## Geschichte
Die ersten Vertreter der Klassischen Philologie als eigenständiger Disziplin waren im frühen 19. Jahrhundert Moritz Hermann Eduard Meier (1796–1855) und Georg Friedrich Schömann (1793–1879). Meier gründete 1820 die Philologische Gesellschaft, aus der 1825 das von Schömann eingerichtete Philologische Seminar hervorging. Schömann prägte während seiner 50-jährigen Wirkungszeit mehrere Generationen von Studenten. Der andere Lehrstuhl wurde währenddessen von wechselnden Professoren besetzt, die entweder früh starben oder an andere Universitäten wechselten. 1856 wurde ein zweiter (außerordentlicher, später ordentlicher) Lehrstuhl für Franz Susemihl eingerichtet, der bis 1898 in Greifswald lehrte und forschte.
Wenn auch neben Schömann und Susemihl der Lehrstuhl der „alten Literatur“ bzw. Klassischen Philologie nur für jeweils wenige Jahre besetzt war, so waren doch seine Inhaber namhafte Forscher: Otto Jahn, Ludwig von Urlichs, Martin Hertz, Hermann Usener, Franz Bücheler und Wilhelm Studemund wirkten hier nacheinander.
Eine längere Periode trat mit der Zeit von Adolph Kießling und Ulrich von Wilamowitz-Moellendorff ein, die in den 1870er und 1880er Jahren nebeneinander wirkten. Wilamowitz begründete zur Vorbereitung der Studenten das philologische Proseminar und die Schriftenreihe Philologische Untersuchungen, in der er eigene Arbeiten und die von Schülern und Kollegen erscheinen ließ. Kießlings Lehrstuhl wurde nach seinem Wechsel nach Straßburg (1889) mit Latinisten besetzt (Friedrich Marx, Eduard Norden, Wilhelm Kroll, Carl Hosius). Wilamowitz empfahl zu seiner Nachfolge erst seinen Freund Georg Kaibel, danach seinen Greifswalder Schüler Ernst Maass.
In den 1910er und 1920er Jahren entfalteten vor allem Johannes Mewaldt, Ernst Lommatzsch, Kurt Latte und Konrat Ziegler große Wirkung. Die Rahmenbedingungen verschlechterten sich indes: Im Zuge der Wirtschaftskrise wurde 1920 das Extraordinariat gestrichen. In den 1930er Jahren lehrten die Gräzisten Franz Dornseiff und Franz Egermann in Greifswald; Ziegler wurde 1933 von den Nationalsozialisten entlassen. Nach Kriegsende kam das Studium der Klassischen Philologie in Greifswald vorerst zum Erliegen: Dornseiff vertrat von 1945 bis 1947 einen Lehrstuhl in Erlangen und ging bereits ein Jahr nach seiner Rückkehr (1948) mach Greifswald. Die Klassische Philologie wurde in der DDR mit nur einem Lehrstuhl und einer Lektorenstelle vertreten. Nachdem der Lehrstuhlinhaber Dietrich Ebener seine Stelle quittierte, wurde der Lehrstuhl nicht wieder besetzt.
In den 1990er Jahren griffen Bestrebungen zum Wiederaufbau der Altertumswissenschaften an der Universität Greifswald: Es wurden Lehrstühle für Gräzistik, Latinistik, Alte Geschichte und Archäologie eingerichtet, die in einem Institut für Altertumskunde zusammengefasst wurden. Die Professuren wurden jedoch in den 2000er Jahren nicht neu besetzt. Von 2006 bis 2013 vertraten nur noch der Gräzist Michael Weißenberger, zwei Wissenschaftliche Mitarbeiter und ein Lektor für Latein die Altertumswissenschaft in Greifswald.

## Liste der Klassischen Philologen
Angegeben ist in der ersten Spalte der Name der Person und ihre Lebensdaten, in der zweiten Spalte wird der Eintritt in die Universität angegeben, in der dritten Spalte das Ausscheiden. Spalte vier nennt die höchste an der Universität Greifswald erreichte Position. An anderen Universitäten kann der entsprechende Dozent eine noch weitergehende wissenschaftliche Karriere gemacht haben. Die nächste Spalte nennt Besonderheiten, den Werdegang oder andere Angaben in Bezug auf die Universität oder das Seminar. In der letzten Spalte stehen Bilder der Dozenten.
| Wissenschaftler                                | von       | bis       | Funktionen                 | Bemerkungen | Bild                                                                 |
| ---------------------------------------------- | --------- | --------- | -------------------------- | --- | -------------------------------------------------------------------- |
| Andreas Christoph Niz (1764–1810)              | 1808      | 1810      | Adjunkt                    | Rektor der Stadtschule, Adjunkt an der Philosophischen Fakultät; Kenner der griechischen und römischen Dichtung |                                                                      |
| Christian Wilhelm Ahlwardt (1760–1830)         | 1817      | 1830      | Ordinarius                 | Professor der alten Literatur, vorher Rektor des Gymnasiums in Greifswald; reiche publizistische Tätigkeit in verschiedenen Zeitschriften |                                                                      |
| Moritz Hermann Eduard Meier (1796–1855)        | 1820      | 1825      | Extraordinarius            | Spezialist für griechisches Recht und attische Redner (1824 mit Schömann juristischer Ehrendoktor); wechselte nach Halle (Saale) |                                                                      |
| Georg Friedrich Schömann (1793–1879)           | 1820      | 1879      | Ordinarius                 | Privatdozent, 1821 Unterbibliothekar, 1824 Extraordinarius (ohne Gehalt) und juristischer Ehrendoktor, 1827 Ordinarius; mehrmals Rektor der Universität; Spezialist für griechisches Recht, Religion und Kultus                                                         |                                                                      |
| Georg Ludwig Walch (1785–1838)                 | 1830      | 1838      | Ordinarius                 | Nachfolger Ahlwardts; Spezialist für römische Geschichtsschreibung (Livius, Tacitus) und Fachschriftstellerei |                                                                      |
| Rudolf Heinrich Klausen (1807–1840)            | 1838      | 1840      | Ordinarius                 | Nachfolger Walchs; Spezialist für griechische Tragödie und Religionsgeschichte |                                                                      |
| Otto Jahn (1813–1869)                          | 1842      | 1847      | Ordinarius                 | Nachfolger Klausens; Philologe, Archäologe und Musikwissenschaftler; veröffentlichte damals seine Persius-Ausgabe und die Archäologischen Beiträge; wechselte nach Leipzig, später nach Bonn                                                                            |                                                                      |
| Ludwig von Urlichs (1813–1889)                 | 1847      | 1855      | Ordinarius                 | Nachfolger Jahns; Philologe und Archäologe, zugleich preußischer Abgeordneter; wechselte nach Würzburg |                                                                      |
| Franz Susemihl (1826–1901)                     | 1852      | 1898      | Ordinarius                 | Privatdozent, 1856 außerordentlicher, 1863 ordentlicher Professor; Spezialist für griechische Philosophie und Ästhetik (Platon, Aristoteles) und Literaturgeschichte |                                                                      |
| Martin Hertz (1818–1895)                       | 1855      | 1862      | Ordinarius                 | Nachfolger von Urlichs; Latinist, veröffentlichte in Greifswald seine Ausgaben des Priscian und Aulus Gellius (editio minor); wechselte nach Breslau |                                                                      |
| Hermann Usener (1834–1905)                     | 1863      | 1866      | Ordinarius                 | Nachfolger von Hertz; Gräzist und Religionswissenschaftler; wechselte nach Bonn |                                                                      |
| Franz Bücheler (1837–1908)                     | 1866      | 1870      | Ordinarius                 | Nachfolger Useners; Latinist, Spezialist für griechische und römische Dichtung und italische Sprachgeschichte; wechselte nach Bonn |                                                                      |
| Wilhelm Studemund (1843–1889)                  | 1870      | 1872      | Ordinarius                 | Nachfolger Büchelers; Spezialist für Altlatein, römische Komödie und Fachschriftstellerei; wechselte nach Straßburg, später nach Breslau |                                                                      |
| Adolph Kießling (1837–1893)                    | 1872      | 1889      | Ordinarius                 | Nachfolger Studemunds; Spezialist für griechische Geschichtsschreibung und römische Dichtung; wechselte nach Straßburg |                                                                      |
| Rudolf Schöll (1844–1893)                      | 1872      | 1874      | Ordinarius                 | Extraordinarius, 1873 Ordinarius; Spezialist für griechisches und römisches Recht und griechische Geschichtsschreibung; wechselte nach Straßburg, später nach München                                                                                                   |                                                                      |
| Eduard Hiller (1845–1891)                      | 1874      | 1876      | Ordinarius                 | Nachfolger Schölls; Spezialist für griechische und römische Dichtung; wechselte nach Halle (Saale) |                                                                      |
| Christian Lütjohann (1846–1884)                | 1876      | 1880      | Privatdozent               | Spezialist für römische Prosa und Dichtung; wechselte nach Kiel |                                                                      |
| Ulrich von Wilamowitz-Moellendorff (1848–1931) | 1876      | 1883      | Ordinarius                 | Nachfolger Hillers; Protagonist der Altertumsforschung des 19. und 20. Jahrhunderts, verfasste in Greifswald u. a. Editionen und Abhandlungen zu den Homerischen Epen, der attischen Tragödie und Komödie und Kallimachos; wechselte nach Göttingen, später nach Berlin |                                                                      |
| Georg Kaibel (1849–1901)                       | 1883      | 1886      | Ordinarius                 | Nachfolger von Wilamowitz; Spezialist für griechische Komödie, Epigrammdichtung, Zweite Sophistik und Epigraphik; wechselte nach Straßburg, später nach Göttingen |                                                                      |
| Ernst Maass (1856–1929)                        | 1886      | 1895      | Ordinarius                 | Nachfolger Kaibels; Spezialist für hellenistische Dichtung, Orphik und Scholienliteratur; wechselte nach Marburg |                                                                      |
| Friedrich Marx (1859–1941)                     | 1889      | 1893      | Ordinarius                 | Nachfolger Kießlings; Spezialist für römische Dichtung und Rhetorik; wechselte nach Breslau, später nach Leipzig und Bonn |                                                                      |
| Eduard Norden (1868–1941)                      | 1893      | 1899      | Ordinarius                 | Nachfolger von Marx; Extraordinarius, 1895 Ordinarius; Spezialist für antike Rhetorik (Antike Kunstprosa, 1898), römische Dichtung und Religionsgeschichte; wechselte nach Berlin                                                                                       |                                                                      |
| Alfred Gercke (1860–1922)                      | 1896      | 1909      | Ordinarius                 | Nachfolger von Maass; Extraordinarius, 1896 Ordinarius; Spezialist für griechische und römische Philosophie; wechselte nach Breslau |                                                                      |
| Alfred Körte (1866–1946)                       | 1899      | 1903      | Extraordinarius            | Nachfolger Susemihls; Spezialist für die Neue Komödie (Menander), hellenistische Dichtung und Papyrologie; wechselte nach Basel, später nach Gießen, Freiburg und Leipzig                                                                                               |                                                                      |
| Wilhelm Kroll (1869–1939)                      | 1899      | 1906      | Ordinarius                 | Nachfolger Nordens; Spezialist für antike Religionsgeschichte, römische Literatur und Rhetorik und Neuplatonismus; wechselte nach Münster, später nach Breslau |                                                                      |
| August Schmekel (1857–1934)                    | 1901      | 1927      | Ordinarius                 | Privatdozent, 1906 beamteter Extraordinarius, 1921 persönlicher Ordinarius; Spezialist für griechisch-römische Philosophie |                                                                      |
| Ludwig Radermacher (1867–1952)                 | 1903      | 1906      | Extraordinarius            | Nachfolger Körtes; Spezialist für griechisch-römische Rhetorik und Mythologie; wechselte nach Münster, später nach Wien |                                                                      |
| Ernst Bickel (1876–1961)                       | 1906      | 1909      | Extraordinarius            | Nachfolger Radermachers; Spezialist für griechisch-römische und christliche Religionsgeschichte sowie Rhetorik; wechselte nach Kiel, später nach Bonn |                                                                      |
| Carl Hosius (1866–1937)                        | 1906      | 1913      | Ordinarius                 | Nachfolger Krolls; Spezialist für römische Dichtung und Literaturgeschichte; wechselte nach Würzburg |                                                                      |
| Hermann Schöne (1870–1941)                     | 1909      | 1916      | Ordinarius                 | Nachfolger Gerckes; Medizinhistoriker; wechselte nach Münster |                                                                      |
| Johannes Mewaldt (1880–1964)                   | 1909 1916 | 1914 1923 | Extraordinarius Ordinarius | Nachfolger Bickels, 1914–16 persönlicher Ordinarius in Marburg, dann Nachfolger Schönes; Spezialist für griechisch-römische Philosophie und Medizingeschichte; wechselte nach Königsberg, später nach Tübingen und Wien                                                 |                                                                      |
| Ernst Lommatzsch (1871–1949)                   | 1913      | 1922      | Ordinarius                 | Nachfolger von Hosius; Spezialist für römische Satire und Epigraphik; wechselte nach Marburg |                                                                      |
| Georg Thiele (1866–1917)                       | 1914      | 1917      | Extraordinarius            | Nachfolger Mewaldts; Spezialist für griechische Rhetorik, Astrologie und Fabeldichter |                                                                      |
| Kurt Witte (1885–1950)                         | 1917      | 1920      | Extraordinarius            | Nachfolger Thieles; Spezialist für griechisch-römische Epik; wechselte nach Erlangen |                                                                      |
| Günther Jachmann (1887–1979)                   | 1922      | 1922      | Ordinarius                 | Nachfolger von Lommatzsch; Spezialist für griechische Epik und römische Dichtung sowie Altlatein; wechselte nach Basel, später nach Köln |                                                                      |
| Walther John (1893–1971)                       | 1923      | 1925      | Assistent                  | Assistent von Erich Pernice, hielt griechische und lateinische Sprachkurse ab; wechselte in den Schuldienst |                                                                      |
| Kurt Latte (1891–1964)                         | 1923      | 1926      | Ordinarius                 | Nachfolger Jachmanns; Spezialist für griechisches und römisches Sakralrecht und Religionsgeschichte; wechselte nach Basel, später nach Göttingen |                                                                      |
| Konrat Ziegler (1884–1974)                     | 1923      | 1933      | Ordinarius                 | Nachfolger Mewaldts; Spezialist für griechische Epik und Biographik; 1933 entlassen, später Dozent in Göttingen |                                                                      |
| Franz Dornseiff (1888–1960)                    | 1926      | 1948      | Ordinarius                 | Nachfolger Lattes; Spezialist für griechische Dichtung und Religionsgeschichte; wechselte nach Leipzig |                                                                      |
| Franz Egermann (1905–1989)                     | 1930      | 1942      | Extraordinarius            | Privatdozent, 1934 Extraordinarius (Nachfolger Zieglers); Spezialist für griechische und römische Prosa; wechselte nach München |                                                                      |
| Jürgen Kroymann (1911–1980)                    | 1954      | 1955      | Ordinarius                 | Nachfolger Dornseiffs; Spezialist für griechische Geschichtsschreibung, Übersetzer römischer Dichter; wechselte nach Tübingen |                                                                      |
| Dietrich Ebener (1920–2011)                    | 1957      | 1967      | Ordinarius                 | Nachfolger Kroymanns; Übersetzer aus dem Griechischen und Lateinischen; zog 1967 als freier Schriftsteller nach Bergholz-Rehbrücke | Dietrich Ebener in der 'Ahnengalerie' der EMA-Universität Greifswald |
| Otto Wittstock (* 1928)                        | 1970      | 1994      | Lektor                     | Sprachwissenschaftler, hielt griechische, lateinische und indogermanische Sprachkurse ab; Spezialist für Übersetzungstheorie und römische Geschichtsschreibung (Sueton)                                                                                                 |                                                                      |
| Martin Hose (* 1961)                           | 1994      | 1997      | Ordinarius                 | Professor für Gräzistik; Spezialist für griechische Dichtung und Philosophie; wechselte nach München |                                                                      |
| Gregor Vogt-Spira (* 1956)                     | 1994      | 2006      | Ordinarius                 | Professor für Latinistik; Spezialist für antike und neuzeitliche Poetik; wechselte nach Marburg |                                                                      |
| Michael Weißenberger (* 1959)                  | 1997      | 2013      | Ordinarius                 | Nachfolger Hoses; Spezialist für griechische Rhetorik und Zweite Sophistik |                                                                      |
| Andreas Bagordo (* 1971)                       | 2006      | 2008      | Lehrstuhlvertreter         | vertrat den Lehrstuhl für Latinistik; Spezialist für römische Komödie, griechische Lyrik und Tragödie; wechselte nach Freiburg |                                                                      |